# Новий Скошин
Новий Скошин (пол. Nowy Skoszyn) — село в Польщі, у гміні Васнюв Островецького повіту Свентокшиського воєводства.
Населення — 623 особи (2011).
У 1975-1998 роках село належало до Келецького воєводства.

## Демографія
Демографічна структура на день 31 березня 2011 року:
|          | Загалом | Допрацездатний вік | Працездатний вік | Постпрацездатний вік |
| -------- | ------- | ------------------ | ---------------- | -------------------- |
| Чоловіки | 308     | 58                 | 215              | 35                   |
| Жінки    | 315     | 62                 | 174              | 79                   |
| Разом    | 623     | 120                | 389              | 114                  |